# Minah Bird
Minah Ogbenyealu Bird, (11 de marzo de 1950 – julio de 1995) fue una modelo y actriz nigeriana activa en Reino Unido en la década de 1970.

## Biografía
Bird era oriunda de Aba en Nigeria y se educó tanto en Nigeria como en Finlandia.
Durante su carrera participó en películas como Up Pompeii (1971), Four Dimensions of Greta (1972), The Love Box (1972), Layout for 5 Models (1972), Percy's Progress (1974), Vampira (1974), Alfie Darling (1976), The Stud (1978), The London Connection (1979) y A Nightingale Sang in Berkeley Square (1979). Fue descrita como "la única estrella negra importante en las películas sexuales británicas", sin embargo desapareció de la vista del público a finales de la década de 1970 y fue encontrada muerta en su apartamento del ayuntamiento de Londres, pocas semanas después de sufrir un aparente ataque cardíaco en 1995.
También ha sido catalogada como una de las "mejores modelos negras que allanaron el camino para otras mujeres iguales en la moda" junto con Iman y Grace Jones.
Apareció en la portada de la revista Oz en noviembre de 1970. Se le atribuye una serie en el Sunday Mirror a mediados de los 70 que dio origen a la tendencia de las historias de Kiss N Tell en los periódicos.

## Filmografía
| Año  | Título                                | Rol                     |
| ---- | ------------------------------------- | ----------------------- |
| 1971 | Up Pompeii                            | Bañista (no acreditada) |
| 1972 | The Love Box                          |                         |
| 1972 | Four Dimensions of Greta              | Cynthia                 |
| 1972 | Layout for 5 Models                   | María                   |
| 1974 | Percy's Progress                      | Miss América            |
| 1974 | Vampira                               | Rose                    |
| 1976 | Alfie Darling                         | Gloria                  |
| 1978 | The Stud                              | Molly                   |
| 1979 | The London Connection                 | Narcotics Agent         |
| 1979 | A Nightingale Sang in Berkeley Square | Mavis (último proyecto) |